# Skuhrovská lípa
Skuhrovská lípa (také známá jako Rubínova lípa nebo Robotní lípa) u Skuhrova nad Bělou je památný strom, který podle pověsti připomíná konec roboty. Roste na vyvýšeném místě při cestě na Svinnou.

## Základní údaje
- název: Skuhrovská lípa, Rubínova lípa, Robotní lípa
- výška: 25,4 m (1980)[1]
- obvod: 295 cm (1980)[1]
- věk: 187 let (aktuálně), 177 let (aktuálně)[3], 130 let (1980)[1]

Lípa roste na Hraštickém kopci asi 120 metrů severovýchodně od křižovatky, kde se sbíhá cesta od skuhrovského kostela svatého Jakuba Většího a Hraštic ve směru na Svinnou. Roste na uměle navršeném kopečku a její kmen lemuje lavička.

## Historie a pověsti
O zasazení lípy existují dva příběhy. Podle jednoho byla zasazena v upomínku zrušení roboty (1848) místními sedláky, kteří chtěli, aby příštím generacím připomínala ukončení jejich poroby. Na nejvyšší místo kopce navozili hlínu, aby byla lípa dobře viditelná a do jeho středu stromek zasadili. Byla to jejich poslední robota - nikoli z rozkazu, ale z vlastní vůle.
| „            | Kéž tato lípa ještě dlouho roste a poutníku, jehož kroky v stínu košaté koruny stanou, připomene dávno minulé a utvrdí ho v lásce k naší krásné zemi a ještě krásnější řeči! | “ |
| — Ed. Kouřim | |   |

Druhý příběh vychází z farní kroniky. Zápis pochází od faráře Josefa Ehrenbergera, který do úřadu nastoupil roku 1953. Věk lípy odhadoval na 15 let. Předchozí farář Josef Rubín prý nechal do opuštěného lomu navozit hlínu a lípu do ní zasadit.

## Památné a významné stromy v okolí
Traduje se, že jiná památná lípa stávala u kaple v místě současného kostela svatého Jakuba Většího a byla poražena při jeho stavbě v roce 1718. Z jejího dřeva byl zhotoven kostelní oltář. Podle pověsti měl původně kostel stát jinde, ale tajemné síly tomu zabránily. Každou noc se totiž záhadným způsobem všechen stavební materiál přesunul ke kapličce s lípou blíže hradu. Nakonec se stavitel rozhodl, že vyhoví přání tajemné moci a kostel postavil v místě původní kaple. Starou lípu bylo nutné porazit a její dřevo byla využito k řezbářské výzdobě kostela.